# キング・ファイサル国際賞
キング・ファイサル国際賞（アラビア語: جائزة الملك فيصل العالمية、英語: King Faisal International Prize）は、サウジアラビアのキング・ファイサル財団が主宰する賞。サウジアラビアの第3代国王ファイサルの息子たちにより、父王の遺徳をしのんで1979年に創設された。「アラブのノーベル賞」とも呼ばれる。

## 概要
受賞者には20万アメリカ合衆国ドルと金メダルが授与される。以下の各部門がある。
- 医学部門（Medicine）：1982年に創設。
- 科学部門（Science）：1984年に創設。
- アラビア語・アラビア文学部門（Arabic language and literature）
- イスラーム研究部門（Islamic Studies）
- イスラーム奉仕部門（Service to Islam）

## 歴代受賞者

### 医学部門
- 1982年：デイヴィッド・モーリー（英語版）（イギリス）
- 1983年：ウォレス・ピータース（英語版）（イギリス）
- 1984年： 
  - マイケル・フィールド（英語版）（アメリカ合衆国）
  - ウィリアム・グリーノウ3世（英語版）（アメリカ合衆国）
  - ジョン・S・フォートラン（ドイツ語版）（アメリカ合衆国）
- 1985年：
  - R. Palmer Beasley（アメリカ合衆国）
  - Mario Rizzetto（イタリア）
- 1986年：
  - Albert E. Renold（スイス）
  - Lelio Orci（イタリア）
  - Gian Franco Bottazzo（イタリア）
- 1987年：受賞者なし
- 1988年： 
  - Melvyn Greaves（イギリス）
  - ジャネット・ラウリー（アメリカ合衆国）
- 1989年：
  - ロバート・G・エドワーズ（イギリス）
  - Luigi Mastroianni Jr.（アメリカ合衆国）
- 1990年：
  - Anthony E. Butterworth（イギリス）
  - André Capron（フランス）
- 1991年：受賞者なし
- 1992年：Attillio Maseri（イタリア）
- 1993年：
  - フランソワーズ・バレ＝シヌシ（フランス）
  - Jean-Claude Chermann（フランス）
  - リュック・モンタニエ（フランス）
- 1994年：
  - Robert Williamson（イギリス）
  - William French Anderson（アメリカ合衆国）
- 1995年：
  - 麦徳華（カナダ）
  - Mark M.Davis（アメリカ合衆国）
  - グレゴリー・ウィンター（イギリス）
- 1996年：
  - 藤原哲郎（英語版）（日本）
  - Bengt A.Robertson（スウェーデン）
- 1997年：
  - Konrad Beyreuther（ドイツ）
  - James F.Gusella（カナダ）
  - Colin L. Masters（オーストラリア）
- 1998年：
  - Robert H. Purcell（アメリカ合衆国）
  - John L.Gerin（アメリカ合衆国）
- 1999年：
  - Stephen T. Holgate（イギリス）
  - Patrick G.Holt（オーストラリア）
- 2000年：Cynthia Kenyon（アメリカ合衆国）
- 2001年：
  - Norman E. Shumway（アメリカ合衆国）
  - Roy Yorke Calne（イギリス）
  - トーマス・スターツル（アメリカ合衆国）
- 2002年：
  - Finn Waagstein（デンマーク）
  - Eugene Braunwald（アメリカ合衆国）
- 2003年：
  - ウンベルト・ヴェロネージ（イタリア）
  - アクセル・ウルリッヒ（ドイツ）
- 2004年：Ulrich Sigwart（スイス）
- 2005年：
  - Richard Doll（イギリス）
  - リチャード・ピート（イギリス）
- 2006 - Michael Anthony Gimbrone Jr.（アメリカ合衆国）
- 2007年： 
  - Fernand Labrie（アメリカ）
  - Patrick C. Walsh（カナダ）
- 2008年：
  - Donald D. Trunkey（アメリカ合衆国）
  - Basil A. Pruitt Jr.（アメリカ合衆国）
- 2009年：Ronald Levy（アメリカ合衆国）
- 2010年： 
  - Reinhold Ganz（ドイツ）
  - Johanne-Martel Pelletier（カナダ）
  - Jean-Pierre Pelletier（カナダ）
- 2011年： 
  - James Thomson（アメリカ合衆国）
  - 山中伸弥（日本）
- 2012年： 
  - Richard L. Berkowitz（アメリカ合衆国）
  - James B. Bussel（アメリカ合衆国）
- 2013年：
  - ジェフリー・フリードマン（アメリカ合衆国）
  - Douglas L. Coleman（カナダ）
- 2014年：盧煜明（中国）
- 2015年：ジェフリー・ゴードン（アメリカ合衆国）
- 2016年：
  - Joris Andre Veltman（オランダ）
  - Han Grrit Brunner（オランダ）
- 2017年：岸本忠三（日本）
- 2018年：ジェームズ・P・アリソン（アメリカ合衆国）
- 2019年： 
  - Steven L. Teitelbaum（アメリカ合衆国）
  - Bjørn Reino Olsen（ノルウェー）
- 2020年：ステュアート・オーキン（アメリカ合衆国）
- 2021年： 
  - Stephen Mark Strittmatter（アメリカ合衆国）
  - Robin James Milroy Franklin（イギリス）
- 2022年：David R. Liu（アメリカ合衆国）
- 2023年： 
  - Dan Hung Barouch（アメリカ合衆国）
  - Sarah Gilbert（イギリス）
- 2024年：Jerry R. Mendell（アメリカ合衆国）
- 2025年：ミシェル・サデラン（フランス）

### 科学部門
- 1984年：
  - ハインリッヒ・ローラー（スイス）
  - ゲルト・ビーニッヒ（ドイツ）
- 1985年：受賞者なし
- 1986年：Michael Berridge（イギリス）
- 1987年：マイケル・アティヤ（イギリス）
- 1988年：
  - Ricardo Miledi（イギリス）
  - ピエール・シャンボン（フランス）
- 1989年：
  - テオドール・ヘンシュ（ドイツ）
  - アハメッド・ズウェイル（アメリカ合衆国）
- 1990年：
  - Raymond Lemieux（カナダ）
  - Mostafa El-Sayed（アメリカ）
  - フランク・アルバート・コットン（アメリカ合衆国）
- 1991年：受賞者なし
- 1992年：シドニー・ブレナー（イギリス）
- 1993年：
  - スティーブン・チュー（アメリカ合衆国）
  - Herbert Walther（ドイツ）
- 1994年：デニス・サリヴァン（アメリカ合衆国）
- 1995年：バリー・シャープレス（アメリカ合衆国）
- 1996年：
  - ギュンター・ブローベル（アメリカ合衆国）
  - ジェームズ・ロスマン（アメリカ合衆国）
  - Hugh R. Pelham（イギリス）
- 1997年：
  - エリック・コーネル（アメリカ合衆国）
  - カール・ワイマン（アメリカ合衆国）
- 1998年：アンドリュー・ワイルズ（イギリス）
- 1999年：
  - ディーター・ゼーバッハ（ドイツ）
  - 野依良治（日本）
- 2000年：
  - クレイグ・ヴェンター（アメリカ合衆国）
  - エドワード・オズボーン・ウィルソン（アメリカ合衆国）
- 2001年：
  - 楊振寧（アメリカ合衆国）
  - Sajeev John（カナダ）
- 2002年：
  - ピーター・ショア（アメリカ合衆国）
  - ユーリ・マニン（ロシア）
- 2003年：
  - 中西香爾（日本）
  - M. Frederick Hawthorne（アメリカ合衆国）
- 2004年：Semir Zeki（イギリス）
- 2005年：
  - フェデリコ・カパッソ（アメリカ合衆国）
  - アントン・ツァイリンガー（オーストリア）
  - フランク・ウィルチェック（アメリカ合衆国）
- 2006年：
  - サイモン・ドナルドソン（イギリス）
  - Mudumbai Seshachalu Narasimhan（インド）
- 2007年：フレイザー・ストッダート（アメリカ合衆国）
- 2008年：Rüdiger Wehner（ドイツ）
- 2009年：
  - ラシード・スニャーエフ（ロシア）
  - Richard Friend（イギリス）
- 2010年：
  - テレンス・タオ（オーストラリア）
  - エンリコ・ボンビエリ（アメリカ合衆国）
- 2011年：
  - ジョージ・M・ホワイトサイズ（アメリカ合衆国）
  - リチャード・ゼア（アメリカ合衆国）
- 2012年：アレクサンダー・バーシャフスキー（アメリカ合衆国）
- 2013年：
  - フェレンツ・クラウス（ハンガリー、オーストリア）
  - ポール・コーカム（カナダ）
- 2014年：ゲルト・ファルティングス（ドイツ）
- 2015年：
  - オマー・ヤギー（アメリカ合衆国）
  - マイケル・グレッツェル（スイス）
- 2016年：
  - Vamsi Krishna Mootha（アメリカ合衆国）
  - Stephen Philip Jackson（イギリス）
- 2017年：
  - Laurens Molenkamp（オランダ）
  - Daniel Loss（スイス）
- 2018年：John M. Ball（イギリス）
- 2019年：
  - アラン・バード（アメリカ合衆国）
  - ジャン・フレシェ（フランス）
- 2020年：王暁東（アメリカ合衆国）
- 2021年：ステュアート・パーキン（イギリス）
- 2022年：
  - マルティン・ハイラー（オーストリア）
  - Nader Masmoudi（チュニジア）
- 2023年：
  - Jackie Yi-Ru Ying（アメリカ合衆国）
  - チャド・マーキン（アメリカ合衆国）
- 2024年： Howard Yuan-Hao Chang（アメリカ合衆国）
- 2025年：飯島澄男（日本）

### イスラーム奉仕部門

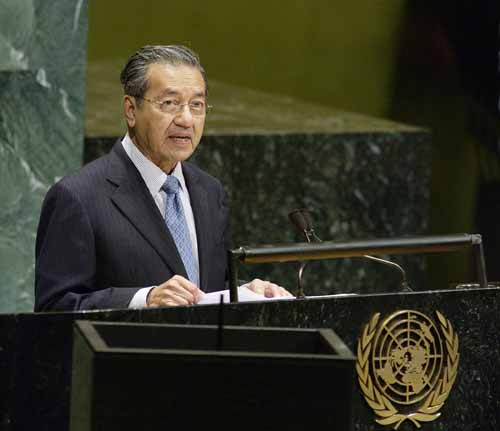
マハティール・ビン・モハマド

- 1979年：Sayyid Abul Ala'a AI-Mowdoodi
- 1980年：
  - Abul Hasan Ali Hasani Nadwi
  - モハマッド・ナシール
- 1981 - ハーリド・ビン・アブドゥルアズィーズ
- 1982 - Abd al-Aziz ibn Baz
- 1983年：
  - Hasanein M. Makhlouf
  - トゥンク・アブドゥル・ラーマン
- 1984年：ファハド・ビン＝アブドゥルアズィーズ
- 1985年：Abel Rab AI-Rasoul Saiaf
- 1986年：
  - Ahmed Deedat
  - ロジェ・ガロディ
- 1987年：Abubakar Gumi
- 1988年：Ahmad Domocao Alonto
- 1989年：Muhammad AI-Ghazali AISaqqa
- 1990年：
  - ムハンマド・タンターウィー
  - Khurshid Ahmad
- 1991年：Abdullah Omar Nasseef
- 1992年：Hamed AI-Ghabid
- 1993年：アリヤ・イゼトベゴヴィッチ
- 1995年：Gad el-Haq
- 1996年：Abdul Rahman Al-Sumait
- 1997年：マハティール・ビン・モハマド
- 1998年：アブドゥ・ディウフ
- 1999年：Jum'ah AI-Majid Abd Allah
- 2000年：アル＝アズハル大学
- 2001年：ボスニア・ヘルツェゴヴィナ援助のためのサウジアラビア最高委員会
- 2002年：Sultan bin Muhammad Al-Qasimi
- 2003年：Sultan bin Abdulaziz Al Saud Foundation
- 2004年：Abdel Rahman Swar al-Dahab
- 2005年：
  - Ahmed Mohamed Ali
  - ラフィーク・ハリーリー
- 2006年：
  - Shaikh Salih bin Abd AlRahman AI-Husayyin
  - Yusuf bin Jasim bin Mohammad AI-Hidji
- 2007年：ミンチメル・シャイミーエフ
- 2008年：アブドゥッラー・ビン・アブドゥルアズィーズ
- 2009年：Principal Sharie Society for Quran and Sunnah Scholars Cairo
- 2010年：レジェップ・タイイップ・エルドアン
- 2011年：アブドラ・バダウィ
- 2012年：Sulaiman Abdul Aziz Al Rajhi
- 2015年：Zakir Naik
- 2016年：Salih bin Abdullah al Humaid
- 2017年：サルマーン・ビン・アブドゥルアズィーズ
- 2018年：Irwandi Jaswir
- 2019年：International University of Africa
- 2020年：IThe Makkah Document
- 2021年：Mohamed bin Abdulrahman Al-Sharekh
- 2022年：アリ・ハッサン・ムウィニ
- 2023年：
  - Choi Young Kil-Hamed
  - Nasser bin Abdullah Al Zaabi
- 2024年：
  - 日本ムスリム協会
  - Mohammad Sammak
- 2025年 
  - Tibyan project
  - Sami Abdullah Almaghlouth

### アラビア語・アラビア文学部門
- 1979年：受賞者なし
- 1980年：
  - Ihsan Abbas
  - Abd Al-Qadir Al-Qit
- 1981年：Abd Al Salam Harun
- 1983年：Ahmad Shawqi Daif
- 1984年：Mahmoud M. Shaker
- 1985年：受賞者なし
- 1986年：Mohammad Bahjat Al-Athari
- 1987年：受賞者なし
- 1988年：
  - Mohammad Bin Sharifah
  - Mahmoud Y. Makki
- 1989年：
  - Yousef A. Kuhlaif
  - Shaker Al-Fahham
- 1990年：Yahia M. Haqqi
- 1991年：
  - Abd Al Tawwab Yousef
  - Ahmad M. Najeeb
  - Ali Abd Al-Quadir Al Siqilli
- 1992年：
  - Abd Alfattah Shukri Ayyad
  - Mohammad Mustafa Badawi
- 1993年：受賞者なし
- 1994年：
  - Wadad Afif Kadi
  - Aisha Abd Al Rahman Studien
- 1995年：
  - Salma Lutfi Al-Haffar Al-Kowzbari
  - Mohammad Abu Al-Anwar Mohammad Ali
  - Hamdi Sayyid Ahmed El Sakkout
- 1996年：Scheich Hamad Bin Mohamad Al Jasir
- 1997年：受賞者なし
- 1998年：受賞者なし
- 1999年：Said Abd Al-Salam Allouche
- 2000年：
  - Izz Ad-Din Ismail
- Abd Allah Al-Tayyeb
- 2001年：
  - Mansour Ibrahim Al Hazmi
  - Ibrahim Abd al-Rahim Al Saafin
- 2002年：
  - Husni Mahmoud Hussein
  - Husam Aldin Al-Khatib
- 2003年：受賞者なし
- 2004年：Hussain M. Nassar
- 2005年：受賞者なし
- 2006年：
  - Tammam Hassan Omar
  - Abdelkader Fassi Fehri
- 2007年：
  - Mustafa A. Nasif
  - Muhammad A. Al-Omari
- 2008年：Muhammad Rachad Hamaoui
- 2009年：Abd Al-Aziz Bin Nasir Al-Manie
- 2010年：
  - Abderrahman El-Houari Hadj-Saleh
  - Ramzi Mounir Baalbaki
- 2011年：受賞者なし
- 2012年：
  - Nabil Ali Mohamed
  - Ali Helmy Ahmed Moussa
- 2013年：アラブ語学院
- 2014年：Abdullah Ibrahim
- 2015年：受賞者なし
- 2016年：
  - Mohamed Abdalmotaleb Mostafa
  - Mohammed El-Ghazouani Miftah
- 2017年：Arabic Language Academy of Jordan
- 2018年：Chokri Mabkhout
- 2019年：
  - Abdelali Mohamed Oudrhiri
  - Mahmoud Fahmy Hegazi
- 2020年：Michael G. Carter
- 2021年：Mohamed Mechbal
- 2022年：
  - Suzanne Stetkevych
  - Muhsin Al-Musawi
- 2023年：Abdelfattah Kilito
- 2024年：受賞者なし
- 2025年：受賞者なし

## 参考
- 出版物 駐日サウジアラビア王国大使館